# Congomantis femoralis
Congomantis femoralis es una especie de mantis de la familia Mantidae. Es el único miembro del género monotípico Congomantis.

## Distribución geográfica
Se encuentra en el Congo.